# المجلس الأعلى للتعليم (قطر)
أُنشئ المجلس الاعلى للتعليم بمرسوم بقانون رقم 37 لعام 2002 م بصفته السلطة العليا المسؤولة عن رسم السياسة التعليمية بدولة قطر، وعن خطة تطوير التعليم والإشراف على تنفيذها وهو برأسه الشيخ تميم بن حمد آل ثاني ولى العهد.
ويعمل تحت مظلة المجلس حالياً ثلاث هيئات تنفيذية تتحمل المسؤولية المباشرة لإتمام أهداف خطة التطوير، هي:
- هيئة التعليم: الجهة المسؤولة عن دعم إنشاء المدارس المستقلة والإشراف على أدائها.
- هيئة التقييم: الجهة المخولة بإجراء وتطوير الاختبارات المقننة ومراقبة أداء الطلبة والمدارس.
- هيئة التعليم العالي: الجهة المسؤولة عن إرشاد الطلبة حول الخيارات المهنية والوظيفية وخيارات فرص التعليم العالي في دولة قطر وخارجها، بالإضافة إلى إدارة برامج المنح والبعثات الدراسية.

تم تغير اسم «المجلس الاعلى للتعليم» ب «وزارة التعليم والتعليم العالي» عام 2016